# Famille von Reckow
La famille von Reckow est une famille noble de Poméranie.  Elle fait partie de la vieille noblesse allemande qui remonte au XIVe siècle ou avant (Uradel (en)), dont le titre de ses membres a traditionnellement été celui de Freiherr (baron).

## Histoire
La famille n'apparaît dans les documents qu'en 1344 avec le chevalier Reckow et commence sa lignée familiale avec Jarislaus von Reckow, mentionné dans les documents 1422-1496. En 1517 fut Hans von Reckow inféodé de tout le village d'Alt Gutzmerow par le duc Bogislaw X. En 1575, Alt Gutzmerow était un fief de la famille Wobeser.
En 1575, le duc Johann Friedrich de Poméranie inféoda Asmus von Reckow de Lübzow , ce qui fut confirmé par le duc Barnim X de Poméranie en 1601. De manière conflictuelle, d'autres récits précisent que dans les anciennes lettres féodales de 1546, 1575, 1601 et 1605, Lübzow apparaît comme un fief des von Tessen (de). En 1608, elle passerait à la duchesse Erdmut von Croÿ. En 1624, le duc de Poméranie le céderait comme fief à la famille von Reckow. La classification des sabots de 1717 contient l'entrée: "Propriétaire Christian Fridrich v. Reckow, éleveurs de 1 cheval : 1. Marten Wegener, 2. Jürgen Schlaffin, 3. Jochim Wegner. ½ gauche : Michel Strehle. Cossäthen : Hans Moßke".
La famille resta propriétaire de cette propriété jusqu'au milieu du XVIIIe siècle, où, en 1741 le premier lieutenant Bernhard Friedrich von Reckow vendit sa part à son beau-père le lieutenant Claus von Pirch pour 7039 thalers et 3 groschen. En 1747 Ludwig Lorenz von Reckow vendit également sa part au lieutenant Claus Sigismund von Lettow (1715-1787) pour 2 100 et la propriété a complètement quitté la possession de la famille. En 1773, le capitaine Joachim Christian Casimir von Reckow acheta sa part de Lodder au lieutenant Caspar Otto von Massow pour 2 800 thalers, qui en 1787 appartenait encore aux frères Carl Friedrich von Reckow et Ewald August von Reckow. De plus, un certain Leopold von Reckow possédait les domaines Kamnitz et Klein Volz. En 1613, Joachim von Reckow mourut en tant que capitaine du Marienfließ.

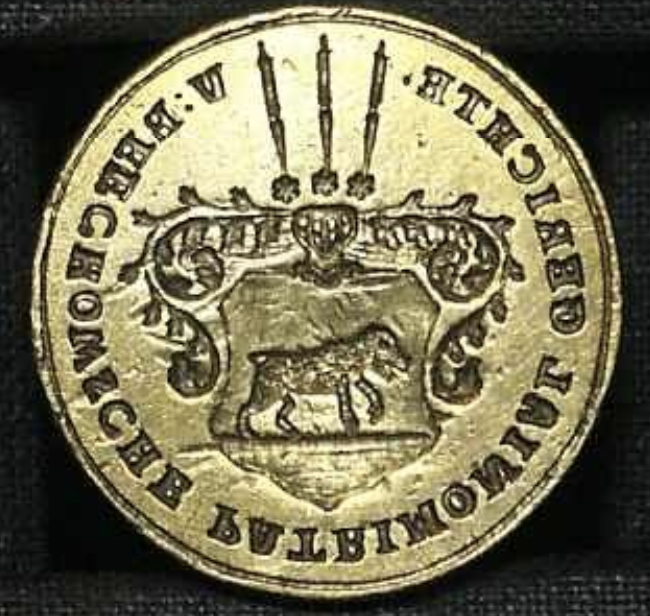
Sceau du de la famille von Reckow dans la collection des archives d'État à Stettin.

La famille von Reckow avait des liens documentés avec la famille princière von Bismarck. Eugenie von Reckow (1821-1894) a été amie d'enfance, puis dame de compagnie de Johanna von Bismark (née von Puttkamer), princesse de Bismark. Il convient de mentionner que la famille von Reckow elle-même avait des liens de sang avec la famille von Puttkamer. Otto von Bismark lui-même mentionne « mademoiselle von Reckow » dans ses lettres à sa femme.
Dans ses mémoires, Franz von Wantoch-Reckowski écrit l'anecdote suivante :

« Lors d'un rapport au ministère des Affaires étrangères le 20 juin 1884, j'ai eu la joie et l'honneur inattendus d'être convoqué par notre chancelier impérial, le prince Bismarck, comme le disait littéralement l'invitation: "pour un entretien confidentiel à l'occasion du Frühschoppen". Un peu avant l'heure de midi et demie, j'entrai dans la salle encore vide, et voici qu'à peine avais-je jeté un coup d'œil autour de moi qu'apparut, sortant de la porte opposée, l'imposante silhouette de notre grand homme d'État en uniforme de cuirassier, accompagné de son épouse. Il s'approcha aussitôt de moi, me salua d'un regard amical de ses yeux immenses et brillants et, après m'avoir présenté, me demanda si j'avais un lien de parenté avec la famille poméranienne von Reckow, dont il était l'ami. J'ai dû lui répondre par la négative en lui disant que les Reckow portaient un ours dans leurs armoiries et qu'ils étaient établis à Reckow, dans le district de Stolp, tandis que notre siège était Rekow, près de Bitow, en Poméranie, et que nos armoiries représentaient une écrevisse et une étoile". Eh bien, alors, nous sommes en tout cas des compatriotes poméraniens", répondit le prince avec un regard amical. Les salles se remplirent aussitôt d'invités »

— Franz von Wantoch-Reckowski, De la vie d'un consul général, 1874-1905
La famille a des descendants vivants issus de lignées ininterrompues. La dernière mise à jour des membres vivants de la famille dans l'almanach de Gotha a été en 1967.

## Armes
Le blason comprend un ours noir qui marche vers la gauche sur un champ argenté. Sur le casque, au-dessus de trois étoiles dorées hexagonales, trois épieux avec les pointes pointant vers le bas, les couvre-casques sont noirs et argentés.
Le dessin du blason correspond à la légende familiale selon laquelle le premier von Reckow aurait été anobli par le souverain local de Pomeranie qui, au cours d'une chasse à l'ours et à la tombée de la nuit, a été sauvé d'une attaque d'ours par le premier Reckow qui a tué l'ours à l'aide de trois lances.

## Personnalités
- Eduard von Reckow (de) (1769-1835), lieutenant général prussien et Major/Lieutenant Colonel/Colonel du 21e régiment d'infanterie (de) entre 1813 et 1817. Actif dans la Campagne de Waterloo de 1815[9].Leopold August Eduard von Reckow

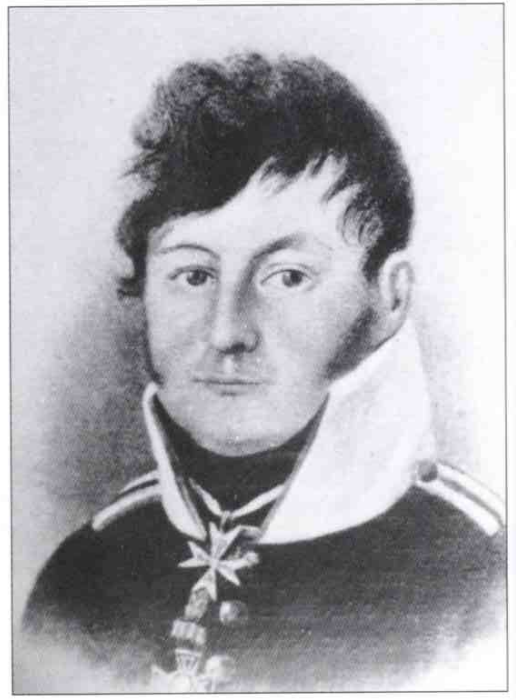
Leopold August Eduard von Reckow

- Heinrich von Reckow (de)(1815-1895), général de division prussien et Colonel de la 29e brigade de cavalerie de l'empire Allemand[10].

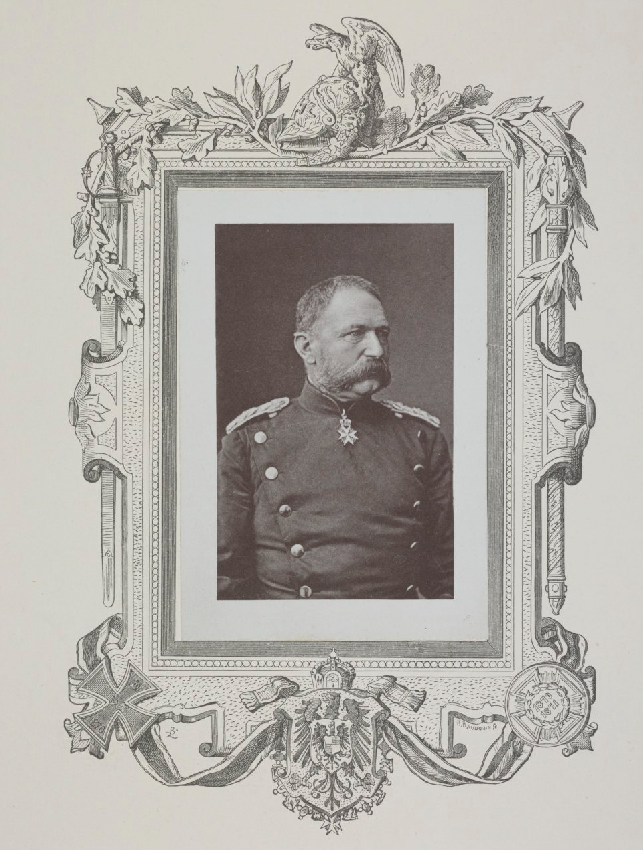
Heinrich Otto von Reckow

- Eugenie von Reckow (1821-1894), dame de compagnie de Johanna von Bismark, princesse de Bismark[6]
- Joachim von Reckow (de) (1898-1976), dentiste et professeur d'université allemand
- Dr. med. Alfredo von Reckow (1929-2003), Colonel germano-équatorien et chef du département de pathologie médico-légal des forces de police équatoriennes[11].Dr. med. Alfredo Freiherr von Reckow

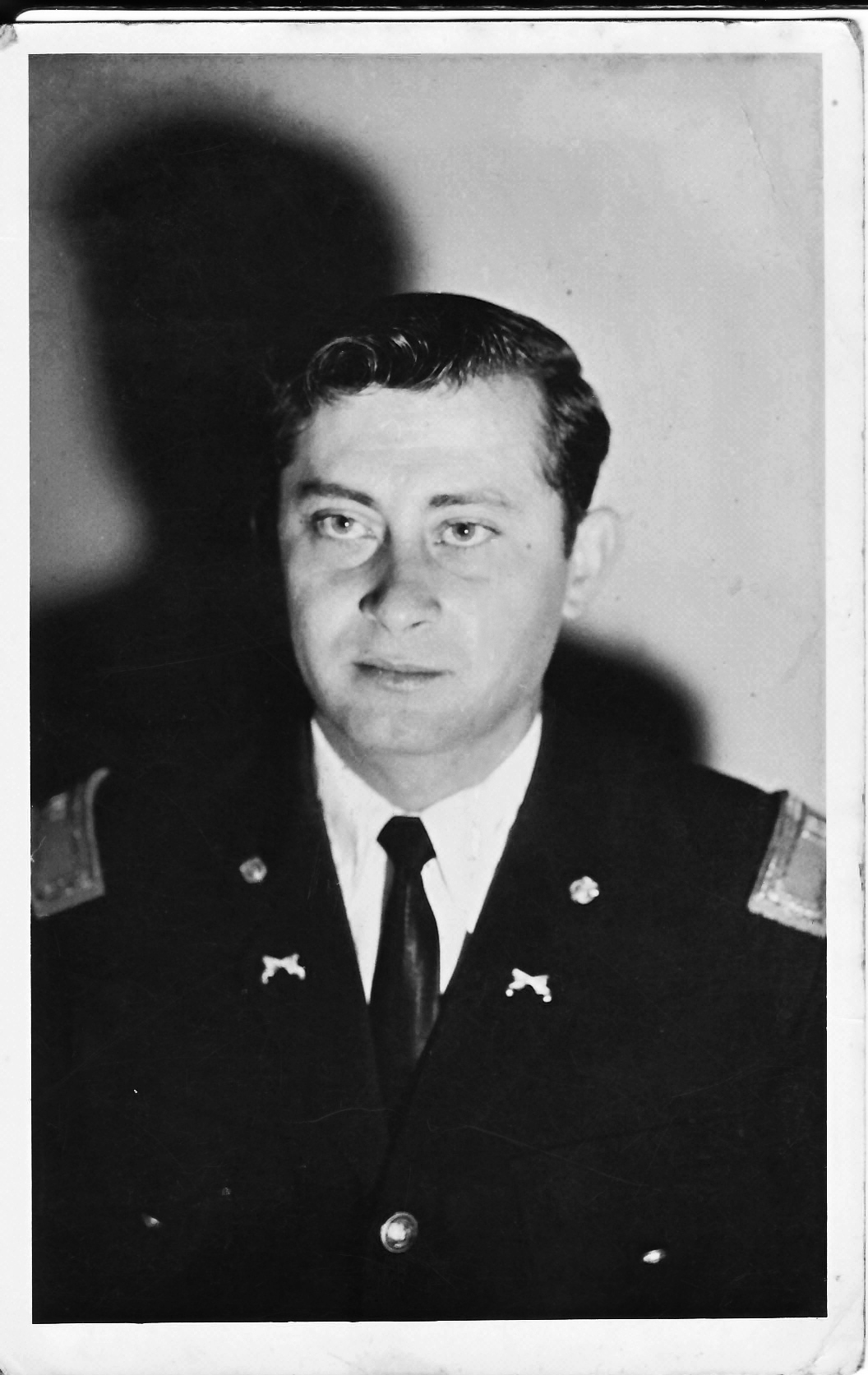
Dr. med. Alfredo Freiherr von Reckow

## Possessions
Les biens ancestrales de la famille von Reckow comprenaient les biens suivants:
- Beltz (1602)
- Falkenhagen (arrondissement de Rummelsburg-en-Poméranie) (1737-1781)
- Gambin (Stolp) (1536)
- Alt Gutzmerow (1517-1523)
- Kleschinz (arrondissement de Stolp) (1824-1847)
- Kamnitz (arrondissement de Rummelsburg-en-Poméranie) (1767-1855)
- Koprieben
- Lodder (arrondissement de Rummelsburg-en-Poméranie) (1763-1787)
- Lübzow (1575-1579)
- Moratz (1814-1815)
- Prochnow (arrondissement de Dramburg) (1774)
- Storkow (arrondissement de Neustettin) (1836-1842)
- Klein Volz (1787)
- Wussowke (1748)
- Zechendorf (1837)

Les bâtiments des biens appartenant à la famille jusqu'à la fin de la deuxième guerre mondiale ont probablement tous été rasés pendant les combats de la guerre et les terrains sont situés sur le territoire polonais depuis 1945.